# マゲラム・ガサンザデ
マゲラム・ガサンザデ（Magerram Gasanzade、1996年6月1日 - ）は、アゼルバイジャンの男性総合格闘家。チーム・アルファメール所属。

## 来歴
アゼルバイジャンの国民的スポーツであるレスリングにのめりこみ、12歳からフリースタイルレスリングを始めた。
彼はその才能を発揮し、アゼルバイジャン王者に輝いた。また、徒手格闘技でもロシアチャンピオンに輝く経歴を持つ。
エメリヤーエンコ・ヒョードルの試合を見たことがきっかけで、ヒョードルのように戦いたいと思うようになり、18歳で格闘技の道に足を踏み入れた。
2019年10月19日、プロデビュー戦となったMFP GOVERNOR'S CUPでミクティベク・アブディカリコフと対戦し、2RTKO勝利を収めた。
2024年5月18日、NFC 61 NAIZA FIGHTER CHAMPIONSHIP 61でベクジャーン・ウテミソフと対戦し、1RTKO勝利を収めた。

### RIZIN
2024年11月17日、RIZIN初参戦となるRIZIN LANDMARK 10で白川ダーク陸斗と対戦し、3-0の判定勝ちを収めた。

## 人物・エピソード
- 憧れの選手はイスラム・マカチェフ

## 戦績

### プロ総合格闘技
| 総合格闘技 戦績 | 総合格闘技 戦績 | 総合格闘技 戦績 | 総合格闘技 戦績 | 総合格闘技 戦績 | 総合格闘技 戦績 | 総合格闘技 戦績 |
| --------------- | --------------- | --------------- | --------------- | --------------- | --------------- | --------------- |
| 13 試合         | (T)KO           | 一本            | 判定            | その他          | 引き分け        | 無効試合        |
| 11 勝           | 5               | 0               | 6               | 0               | 0               | 0               |
| 2 敗            | 0               | 1               | 1               | 0               | 0               | 0               |

| 勝敗 | 対戦相手                       | 試合結果                     | 大会名                                    | 開催年月日     |
| ×    | 安藤達也                       | 1R 3:33 リアネイキドチョーク | RIZIN LANDMARK 11                         | 2025年6月14日  |
| ○    | 白川ダーク陸斗                 | 5分3R終了 判定3-0            | RIZIN LANDMARK 10                         | 2024年11月17日 |
| ○    | ベクジャーン・ウテミソフ       | 1R 3:14 TKO（パウンド）      | NFC 61 NAIZA FIGHTER CHAMPIONSHIP 61      | 2024年5月18日  |
| ○    | ウラジミール・アレクセエフ     | 5分3R終了 判定3-0            | AMC FIGHT NIGHTS 120                      | 2023年6月14日  |
| ○    | サイド＝アフメド・カトゥエフ   | 1R 4:41 TKO（パンチ）        | AMC FIGHT NIGHTS 117                      | 2023年1月20日  |
| ×    | アナトリー・コンドラチョフ     | 5分5R終了 判定0-3            | AMC FIGHT NIGHTS 113                      | 2022年7月15日  |
| ○    | ビクトル・ニゾボイ             | 1R 0:36 TKO（パンチ）        | AMC FIGHT NIGHTS 111 KOVALEV VS SANTOS    | 2022年5月6日   |
| ○    | マゴメド・カマロフ             | 5分3R終了 判定2-1            | AMC FIGHT NIGHTS 109                      | 2022年2月23日  |
| ○    | コンスタンチン・ポドイニツィン | 5分3R終了 判定3-0            | AMC FIGHT NIGHTS 102 PETROSYAN VS YOUSEFI | 2021年6月18日  |
| ○    | ユリ・アレクサンドロフ         | 1R 3:32 TKO（パンチ）        | AMC FIGHT NIGHTS 10                       | 2021年5月7日   |
| ○    | ムラド・マラマゴメドフ         | 5分5R終了 判定3-0            | AMC FIGHT NIGHTS GLOBAL WINTER CUP        | 2020年12月24日 |
| ○    | ジャスール・ジュラエフ         | 5分3R終了 判定3-0            | IPFC IPPON PRIMORYE FIGHTING CHAMPIONSHIP | 2020年2月9日   |
| ○    | ミクティベク・アブディカリコフ | 2R 2:56 TKO（パンチ）        | MFP GOVERNOR'S CUP                        | 2019年10月19日 |